# Palestinahuggorm
Palestinahuggorm (Vipera palaestinae) är en ormart som beskrevs av Werner 1938. Den ingår i släktet Vipera och familjen huggormar. IUCN kategoriserar arten globalt som livskraftig. Inga underarter finns listade.

## Beskrivning
En kraftigt byggd orm med mycket kort svans. Som mest kan den bli 1,8 m lång (mätt på ett exemplar i fångenskap). I sin naturliga miljö blir den dock sällan längre än 1,35 m. Kroppen är gul- till gråaktig med ett mörkt sicksackband längs med ryggen, samt en mörk, V-formad teckning på huvudet. Detta är tydligt triangulärt på grund av de stora giftkörtlarna.

## Ekologi
Arten vistas i habitat som skog, klipphöjder, slättmark, jordbruksbygd, sankmarker och nära mänsklig bebyggelse. Arten kan klättra i träd och är vanlig i citrus- och bananodlingar. I bergstrakter kan den gå upp till 1 500 m.
Födan består av smådäggdjur som råttor och möss samt fåglar.
Arten är mycket giftig, och har orsakat dödsfall. Den är emellertid inte särskilt aggressiv. Giftet är, som vanligt bland huggormar, av vävnadsförstörande typ och orsakar kraftig lokal smärta, svullnad, subkutan blödning och ibland blåsbildning och vävnadsdöd. Sällsynt kan det också orsaka njursvikt eller påverka nervsystemet. Dödsfallen sker vanligen till följd av chock.

## Utbredning
Denna huggorm förekommer i Libanon, Israel och Palestina samt i angränsande regioner av Syrien och Jordanien.

## Bildgalleri

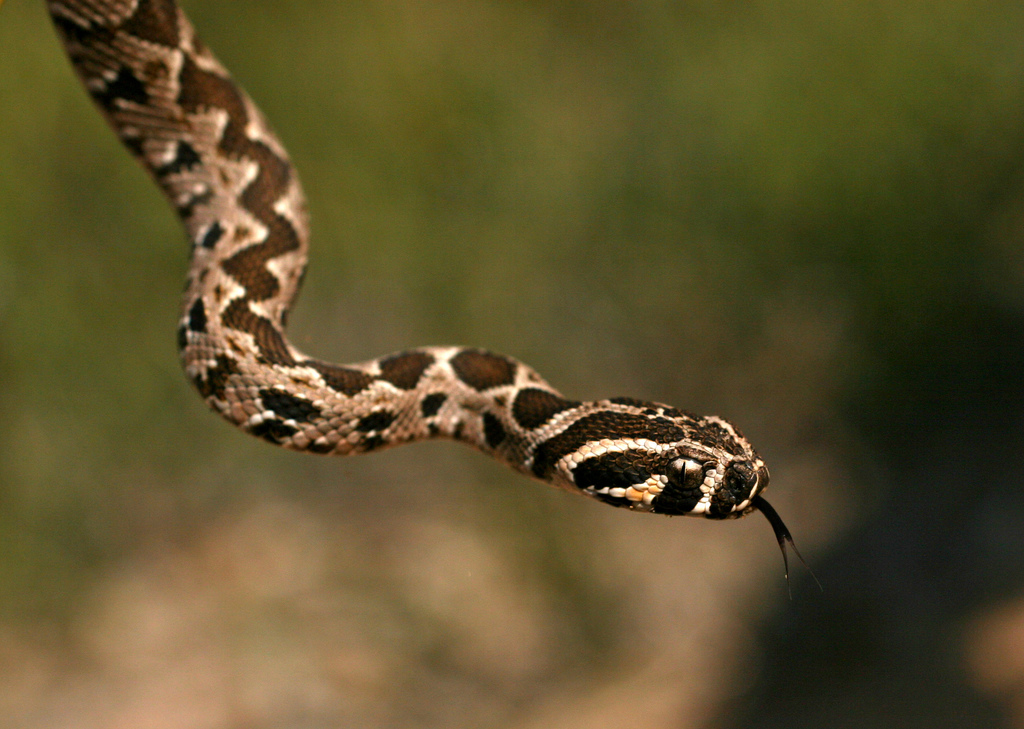
Närbild på huvudet.
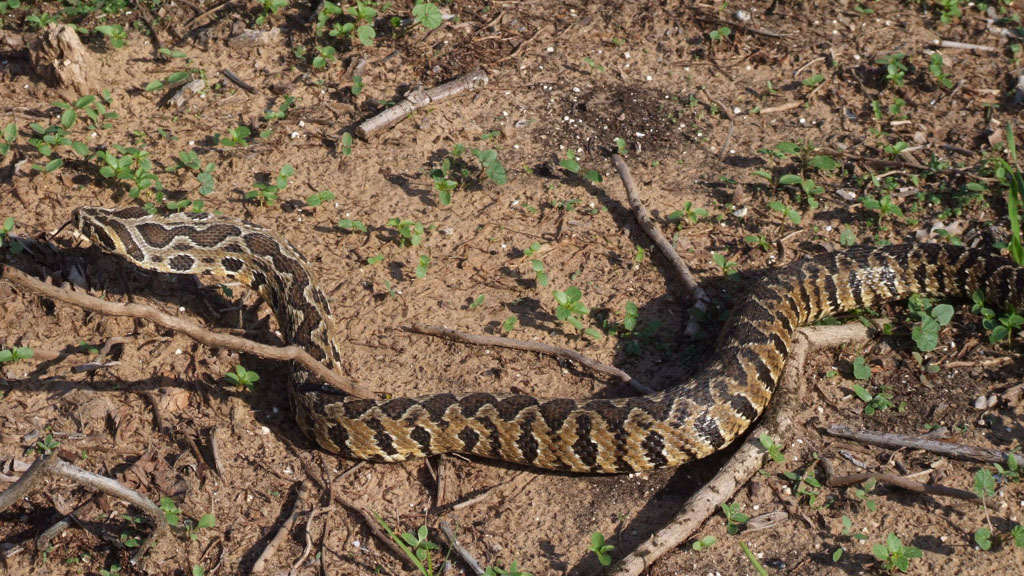
Hudens färgsättning ger ett bra kamouflage.